# Le Corps de John Brown
Pour les articles homonymes, voir John Brown's Body, John Brown et John Brown (homonymie).
Le Corps de John Brown (en anglais John Brown's Body) est un poème épique américain écrit en 1928 par Stephen Vincent Benét.

## Descriptif

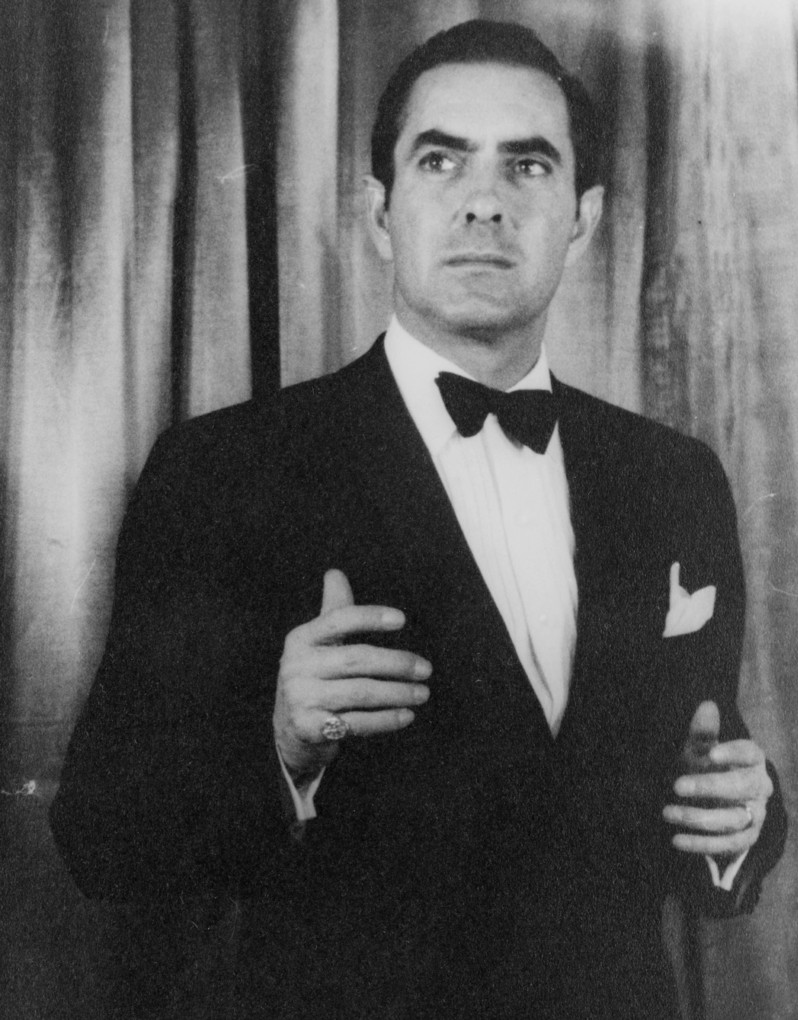
Tyrone Power dans la lecture du Corps de James Brown mis en scène par Charles Laughton (1953)

Le poème de Stephen Vincent Benét est consacré à l'histoire de la guerre de Sécession. Il tire son nom d'un épisode précurseur, où John Brown, militant radical abolitionniste, est capturé et pendu après avoir mené une attaque contre Harpers Ferry, en Virginie, à l'automne 1859,. Il a remporté le prix Pulitzer en 1929.
Ce texte a été mis en scène à Broadway en 1953, dans une lecture dramatique par Tyrone Power, Judith Anderson et Raymond Massey, réalisée par Charles Laughton. En 2015, l'enregistrement de cette lecture a été inscrit au registre national des enregistrements de la Bibliothèque du Congrès des États-Unis, en tant que « legs sonore culturel, artistique et historique à la société et la nation américaine ».